# Kalanchoe pinnata
Kalanchoe pinnata, comúnmente llamada hoja del aire o siempreviva, es  una especie de perteneciente a la familia Crassulaceae, nativa de Madagascar. Planta suculenta que se distingue por la profusión de diminutas plántulas que se forman en los márgenes de sus hojas, este rasgo es común entre los miembros de la sección  Bryophyllum del género Kalanchoe.

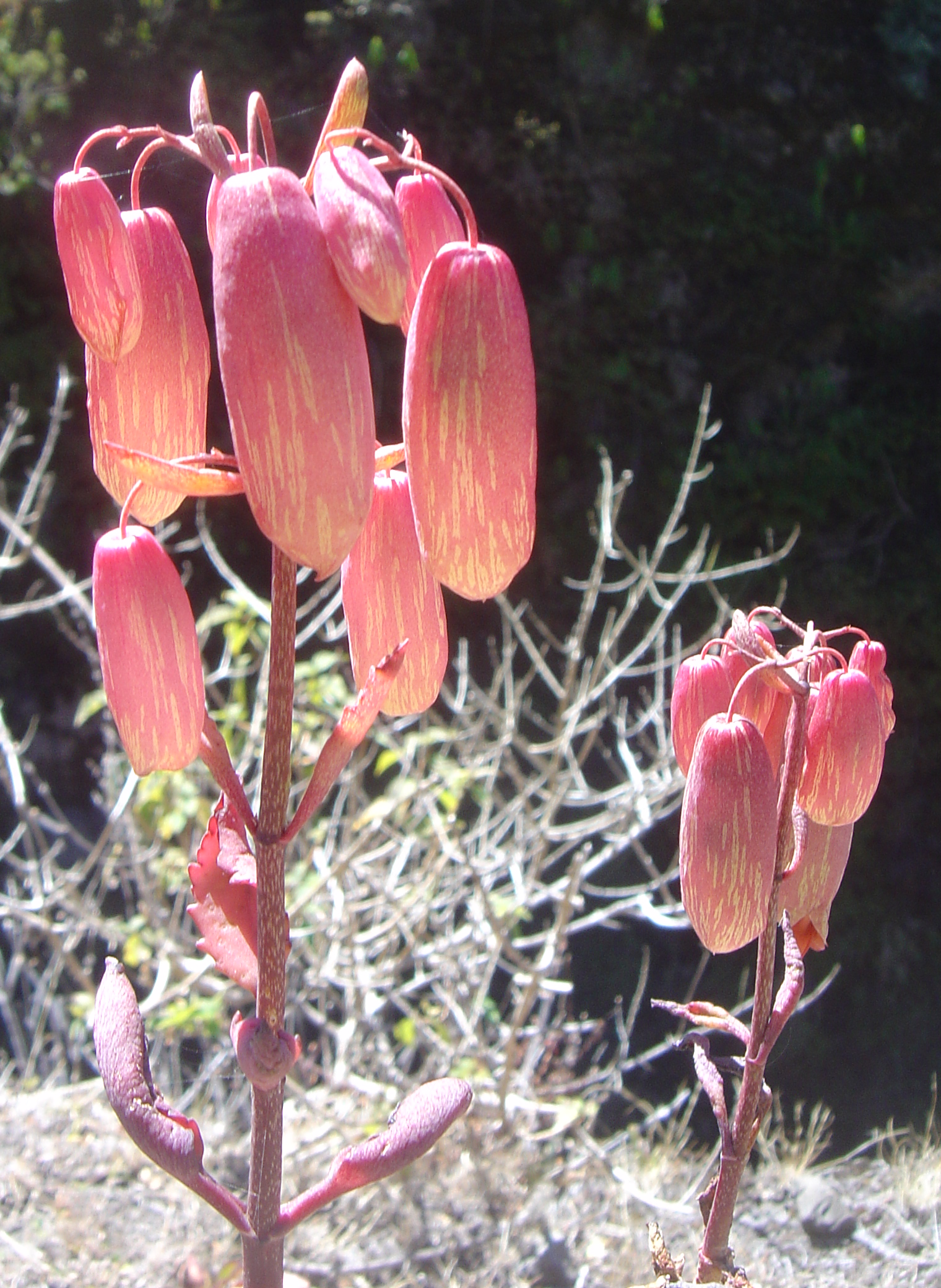
Flores

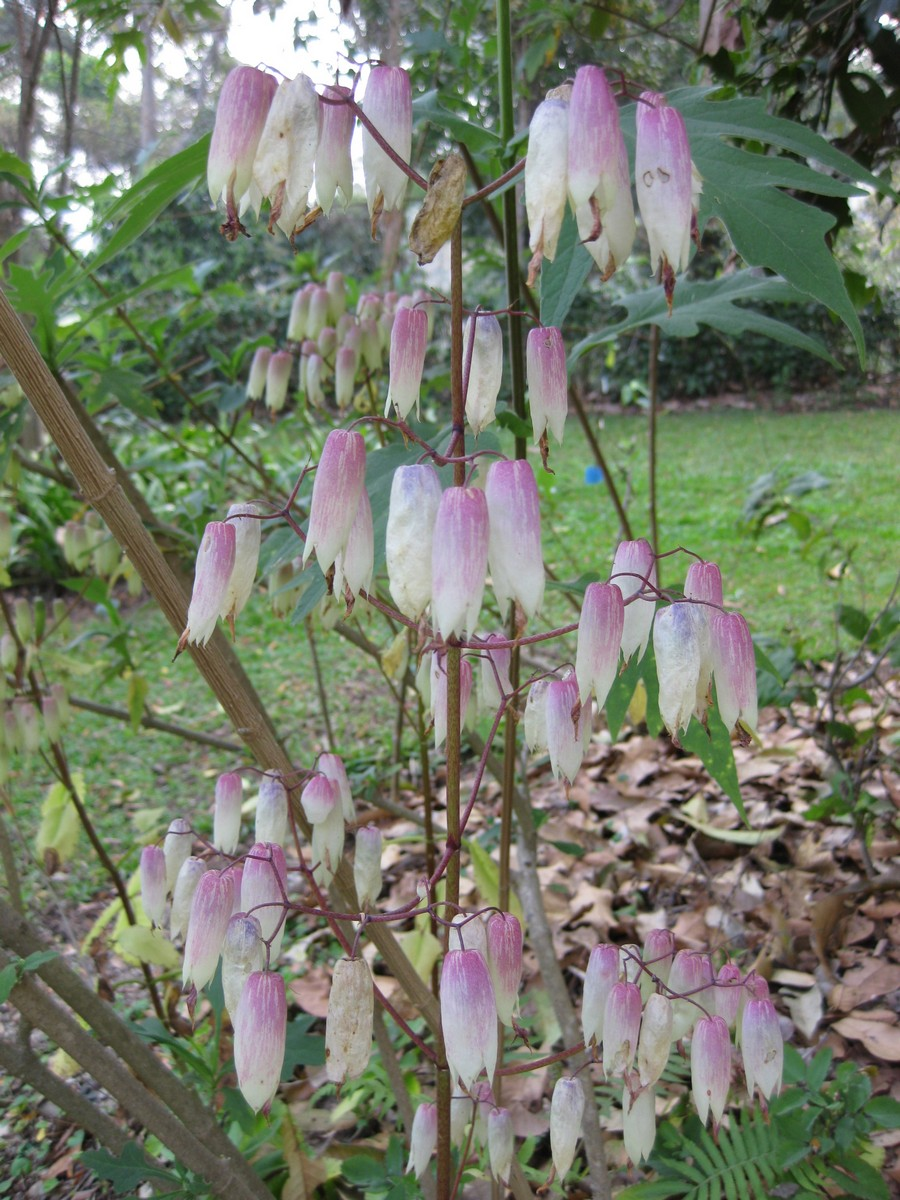
Inflorescencia

## Descripción
Alcanzan un tamaño de 30 cm a 1 m de altura. Sus hojas están divididas en hojitas carnosas con los bordes muy recortados. Sus flores se pueden encontrar de color verdoso, amarillento o rojizo, acomodadas en grupos sobre largas inflorescencias. Los frutos son alargados y pequeños.

## Distribución y hábitat
Originaria del este de la India y posiblemente Madagascar, habita en climas cálidos, semicálidos y templados desde el nivel del mar hasta los 2600 m s. n. m., ocupa sitios sobre roca, asociada a bosques tropicales caducifolios, subcaducifolios, subperennifolio, perennifolios, además de bosque mesófilo de montaña. Kalanchoe pinnata se ha naturalizado como planta ornamental en las regiones templadas de  Asia, Australia, Nueva Zelanda, Indias Occidentales, México, Macaronesia, Mascareñas, Galápagos,  América del Sur, Melanesia, Polinesia, y Hawái. En muchos de estos como Hawái, es considerada como una especie invasiva.

## Propiedades
En común con otras  Crassulaceae (tales como los géneros Tylecodon, Cotyledon y Adromischus), esta especie  contiene bufadienolida, un glucósido cardíaco Estas sustancias pueden producir envenenamiento cardíaco en particular en animales de apacentamiento.

En Trinidad y Tobago se utiliza para el tratamiento tradicional de la hipertensión.

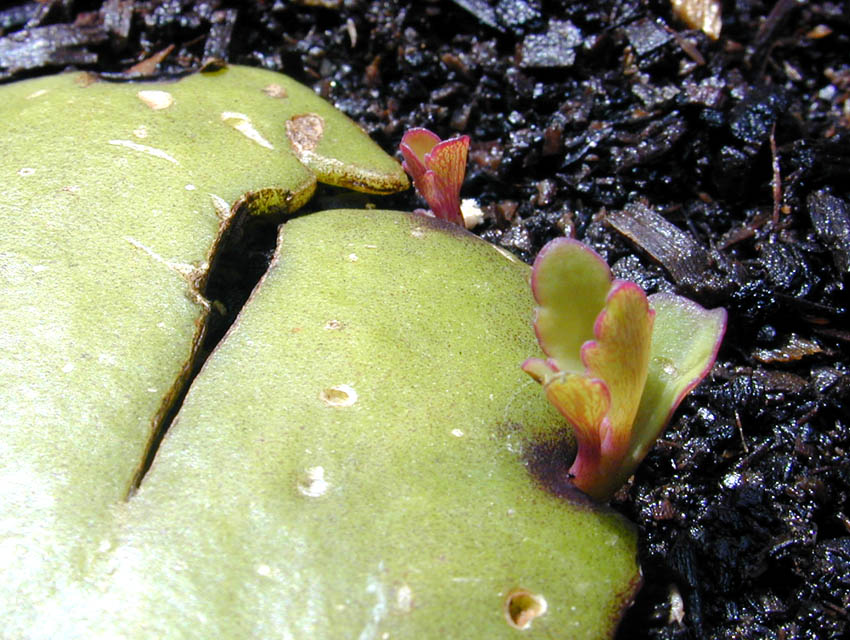
Nuevas plántulas germinando de un trozo de hoja.

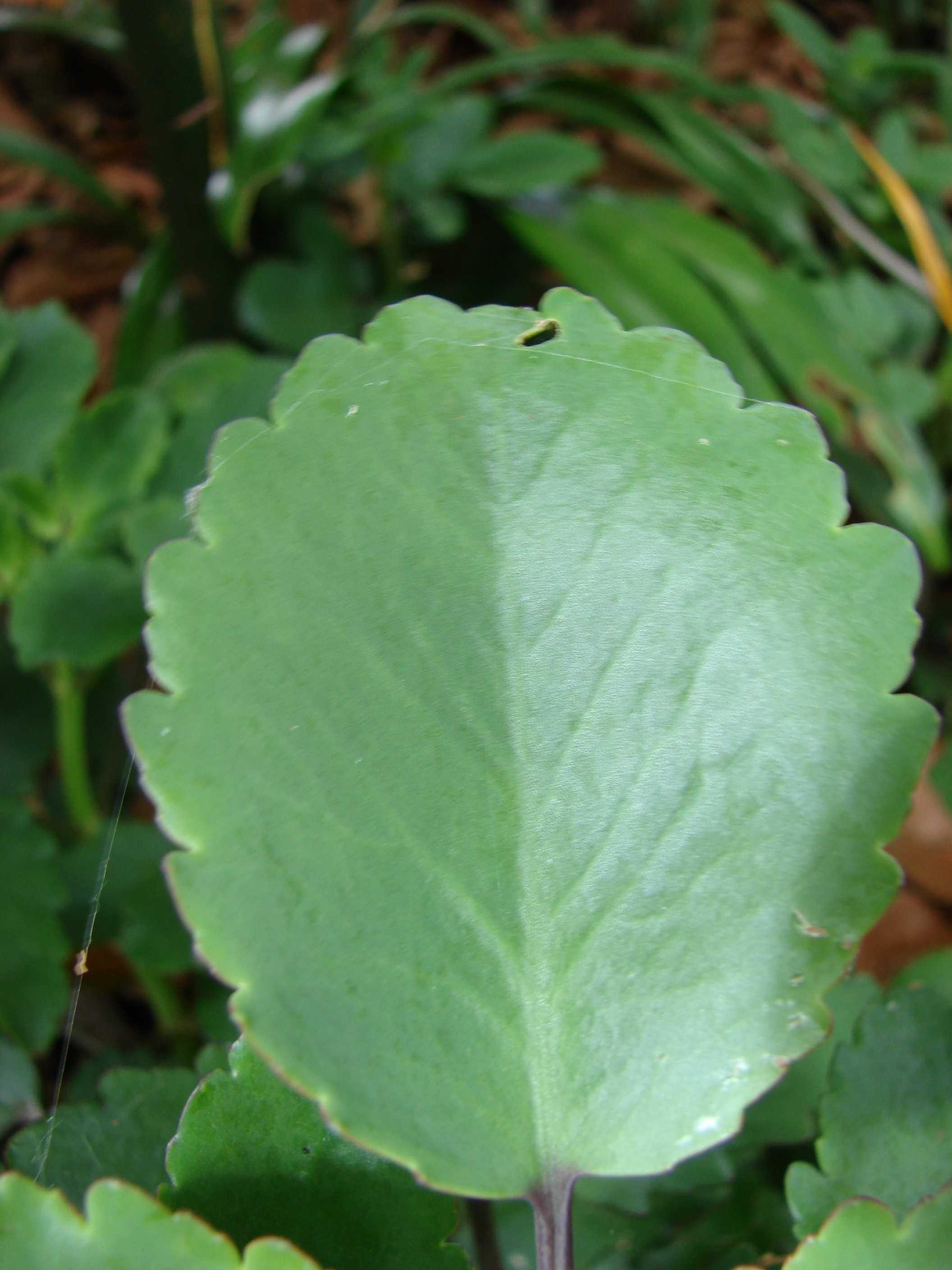
Detalle de la hoja

En las hojas se han detectado componentes fenílicos ácidos, como el ácido p-hidroxibenzoico, cafeico, cumárico, ferúlico y siríngico, los flavonoides diarabinósido de quercetol, glucósido de camferol; y los ácidos orgánicos acético, málico, cítrico, láctico, fumárico, oxálico, y succínico; los triterpenos alfa y beta-amirina, sus acetatos, briofolona, briofinol, 18-alfa-oleanona y taraxasterol; los esteroles briofilol, 24-etil-25-hidroxi-colesterol y beta-sitosterol.
Farmacología
El jugo de las hojas de esta planta ejerce una actividad antibiótica in vitro frente a las especies bacterianas Staphylococcus aureus. Bacillus subtilis, Escherichia coli y Pseudomonas aeruginosa; también se reporta la presencia de actividad antifúngica en estudios in vitro, con un extracto acuoso de hojas de la planta.

## Taxonomía
Kalanchoe pinnata fue descrita por (Lam.) Pers.   y publicado en Synopsis Plantarum 1: 446. 1805.
Etimología
Ver: Kalanchoeiva del nombre de las antiguas palabras indias:  Kalanka = "manchas, óxido" y chaya = de.
pinnata: epíteto latino que significa "pinnada".
Sinonimia
- Bryophyllum calycinum Salisb.
- Bryophyllum pinnatum (Lam.) Oken
- Cotyledon pinnata Lam. (basónimo)
- Crassula pinnata L.f.
- Kalanchoe pinnata var. calcicola H.Perrier
- Sedum madagascaricum Clus. ex Fröd., nom. inval.[12]

## Nombre común
- Admirable, amor, belladona, bolsita, bruja, flor de arete, flor fresca, hierba maravillosa, hierba de la lechuza, hoja fresca, hoja vidriosa, maravilla, pericón, sánalo todo, siempreviva, yerba bruja,La Colombiana.[9]
- Hoja bruja de Cuba, prodigiosa de Cuba[13]